# McRae (Geórgia)
McRae é uma cidade localizada no estado americano de Geórgia, no Condado de Telfair.

## Demografia
Segundo o censo americano de 2000, a sua população era de 2682 habitantes.
Em 2006, foi estimada uma população de 4188, um aumento de 1506 (56.2%).

## Geografia
De acordo com o United States Census Bureau tem uma área de 8,8 km², dos quais 8,7 km² cobertos por terra e 0,1 km² cobertos por água. McRae localiza-se a aproximadamente 75 m acima do nível do mar.

## Localidades na vizinhança
O diagrama seguinte representa as localidades num raio de 28 km ao redor de McRae.